# 明々後日
明々後日（しあさって、みょうみょうごにち、明明後日、英: two days after tomorrow）とは、明後日の次の日、すなわち今日より3日後の日である。地域により弥の明後日。
明後日の次の日（今日より3日後の日）を「やのあさって」という場合、「しあさって」は明後日の次の次の日（今日より4日後の日）を指すこともある。三重弁では明々後日は「ささって」であり、「しあさって」はその次の日、すなわち今日より4日後の日を指す。福島県で話されている岩城弁においては明々後日は「やなさって」であり、「ひあさって（ひやさって、しあさって）」はその次の日、すなわち今日より4日後の日を指す。このように方言では珍しく両者が入れ替わるパターンを持つ言葉だが、「みょうみょうごにち」といえば地域にかかわらず明後日の次の日（今日より3日後の日）を指すことができる。